# Klečůvka
Klečůvka je vesnice, část krajského města Zlín. Nachází se asi 7,5 km na východ od Zlína. Je zde evidováno 109 adres. Trvale zde žije 312 obyvatel.
Klečůvka je také název katastrálního území o rozloze 2,63 km2.

## Název
Ve většině písemných dokladů má jméno vesnice podobu Klečůvka. To by byla zdrobnělina přídavného jména klečová odvozeného od obecného kleč či kleť - "hliněný dům" a jméno by tak označovalo ves takových domů. Písemný doklad z roku 1397 má však podobu Kličovka ("Klyczowka") a ta asi ukazuje na staré přídavné jméno klčný - "schopný, vhodný", které mělo variany klučný a kličný, takže jméno vesnice Kličóvka (z toho novější Kličůvka) by značilo ves postavenou na vhodném místě. Počátek slova pak byl patrně přikloněn ke kleč.

## Pamětihodnosti
- zámek ze 17. století – v současnosti je sídlem Státního okresního archivu Zlín.[7]